# Antica Zecca

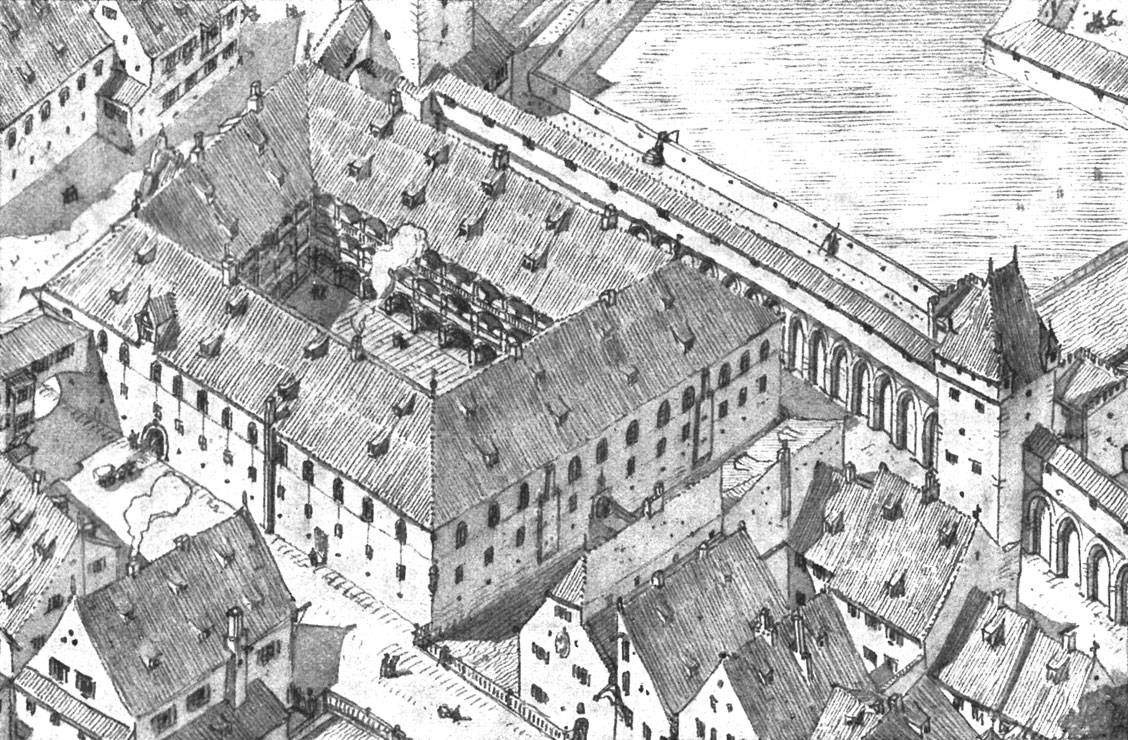
Kunstkammer ed edificio Marstall nel XVI secolo.

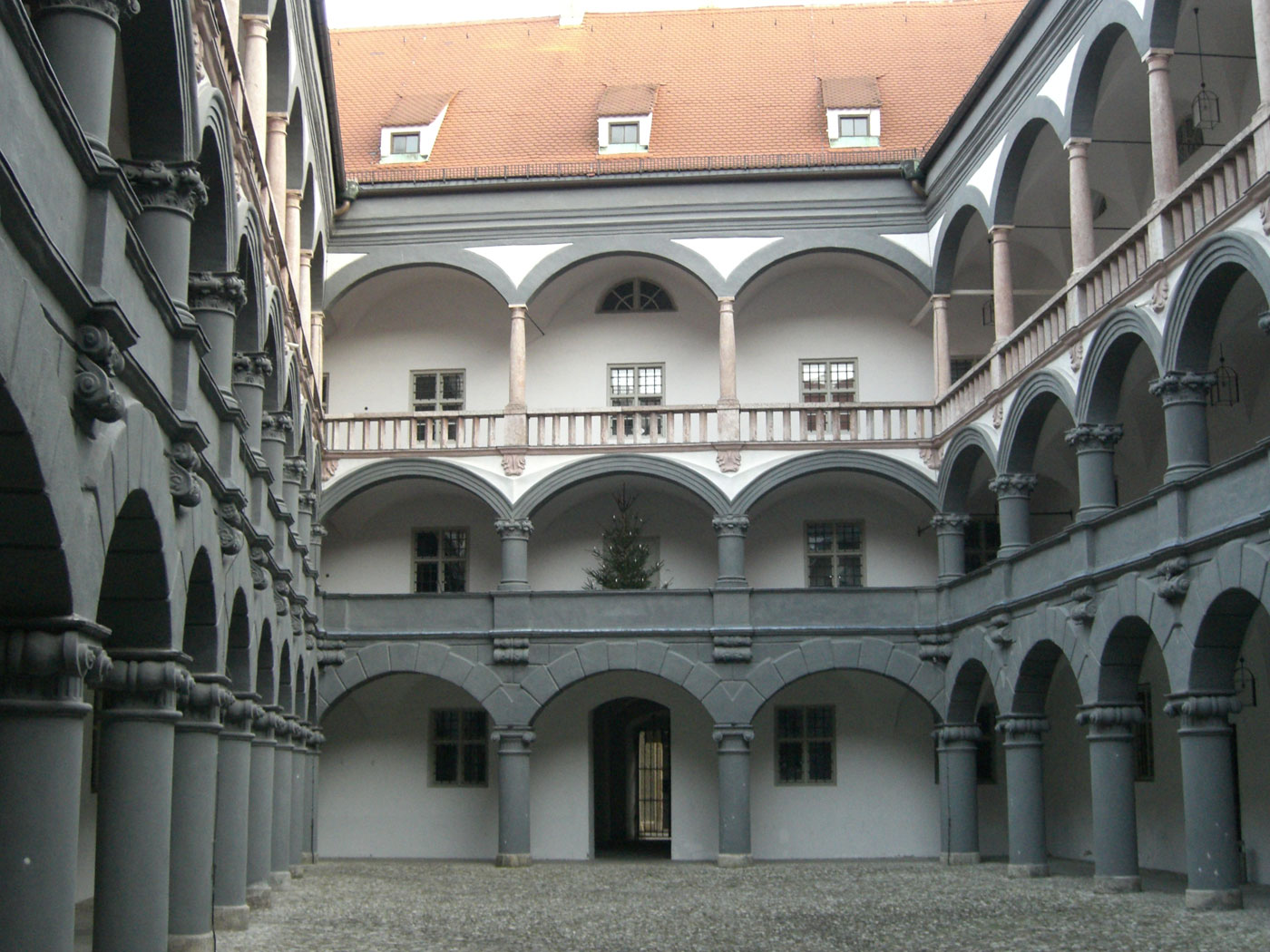
Cortile interno rinascimentale dell'Antica Zecca (Münzhof).

L'Antica Zecca (in tedesco Alte Münze) di Monaco di Baviera fu costruita, da un architetto sconosciuto, dal 1563 al 1567 come scuderia reale e edificio delle camere d'arte per il duca Alberto V. Nel 1808/1809 l'edificio venne dotato di una facciata in stile classico su progetto di Johann Andreas Gärtner e negli anni successivi fu trasformato in zecca reale.

## Posizione
Venne costruita nel centro storico di Monaco di Baviera nel quartiere Graggenau dietro le mura settentrionali della città al posto delle case medievali. L'edificio principale venne costruito su quattro ali attorno a un cortile ad arcate, e un edificio ausiliario, come un fienile, sopra l'ex Pfisterbach (oggi Sparkassenstrasse e Falkenturmstrasse). Oggi l'edificio principale è delimitato dalla Pfisterstraße (lato sud) (in precedenza: Hofgrabenbach), Falkenturmstraße (lato est) e Hofgraben (lato ovest) tra Marienhof e Platzl.

## Funzione

### Marstall e camera d'arte e curiosità
Il capocantiere comunale di Augusta, Bernhard Zwitzel, viene messo in discussione come possibile architetto. L'affidamento a lungo considerato dell'edificio a Wilhelm Egckl è stato rivisto da recenti ricerche. Presumibilmente era il responsabile del sito. L'edificio a quattro ali fungeva da scuderia reale al piano terra. Qui vennero costruite sale a tre navate con volte sostenute da colonne di marmo rosso che occupavano l'intera profondità della struttura. Al primo piano si trovavano i locali accessori e per il personale. La camera dell'arte e delle curiosità si trovava al secondo piano. La costruzione fu iniziata dall'allora duca Alberto V. Il design della facciata seguiva gli usi della stanza, le altezze dei piani variavano in modo significativo, cosa che si può vedere ancora oggi nei tre piani ad arcate diversamente progettati nel cortile interno.
La camera ducale delle arti e delle curiosità fu uno dei primi musei universali, anche se non era aperto al pubblico. Gli oltre 6000 oggetti della collezione includevano importanti dipinti come la Battaglia di Alessandro e Dario a Isso di Albrecht Altdorfer, oltre a reperti storici naturali, etnografici e regionali, inclusi i modelli della città di Jakob Sandtner. Dopo essere stata saccheggiata dalle truppe svedesi e dai loro alleati nel 1632, condusse un'esistenza oscura, ma non fu definitivamente dissolta fino al 1807/1819.

### Zecca reale
Dal 1809 l'edificio divenne la sede della Zecca reale bavarese. All'ultimo piano, ex camera delle arti e delle curiosità, venne realizzato un controsoffitto. L'intera facciata fu ridisegnata in stile neoclassico, il lato ovest venne dotato di un avancorpo con un timpano triangolare e un rilievo allegorico. Le scuderie a tre navate del pianterreno furono trasformate in piccoli ambienti, nell'ala sud rimase solo un grande salone (l'odierno salone colonnato) dove vennero installate le grandi presse per il conio delle monete. Per impedire che la struttura dell'edificio potesse avere dei cedimenti, furono installate armature in ferro tra le colonne del salone centrale, che si conservano ancora oggi. Le macchine erano azionate da tre ruote idrauliche azionate dal fiume Pfisterbach. L'ex fienile è diventato una raffineria. Durante la seconda guerra mondiale, l'ala nord fu colpita il 17 dicembre 1944 e il 7 gennaio 1945 quasi completamente distrutta da una mina aerea e poi dal fuoco, ma i portici rimaseno in gran parte intatti. La struttura barocca del tetto nell'ala sud è stata conservata fino ad oggi. Negli anni dal 1950 al 1952 l'edificio venne restaurato, con l'inserimento di nuove scale e i soffitti vennero sostituiti con altri in cemento.

### Ufficio statale per la conservazione dei monumenti
Dal 1986 l'edificio è sede dell'Ufficio statale bavarese per la conservazione dei monumenti. Tra il 1987 e il 1996 l'edificio è stato restaurato. Un muro che bloccava l'accesso all'odierna Falkenturmstrasse è stato abbattuto. Il cortile porticato è stato aperto al pubblico. Nel 1996 l'artista Erich Lindenberg ha eretto la "Figura spezzata" nella scala principale. Nella tromba delle scale nell'angolo nord-est dell'edificio c'è un'opera dell'artista Nikolaus Lang dal 1998. In luglio e agosto il cortile rinascimentale dell'Antica Zecca viene utilizzato dall'Accademia teatrale bavarese per spettacoli all'aperto.

## Architettura
Un corridoio cortile coperto lo collega a sud con l'ex residenza ducale, l'Alter Hof. L'arco è in mattoni e ha uno spessore di circa 74 centimetri. L'ex corridoio del cortile nell'arco ha ora accesso dall'Antica Zecca ed è utilizzato come archivio. La copertura del ponte è datata alla fine dell'anno 1579/1580 mediante un esame dendrocronologico. Tale connessione esisteva originariamente con la Residenza di Monaco di Baviera nel nord.
Anche questa parte del corridoio del cortile fu demolita a seguito della demolizione del convento francescano (dal 1392 Sant'Antonio da Padova) sull'odierna Max-Joseph-Platz.
Nel cortile ci sono tre file di arcate, una sopra l'altra. Questo complesso di quattro ali di tre piani conserva ancora il suo originale cortile interno, dotato di portici su tutti i piani che fungevano da punti di accesso all'edificio. Dal punto di vista architettonico, il cortile è legato all'architettura rinascimentale italiana, ma appare meno italiano a causa delle proporzioni piuttosto tozze e della spaziatura irregolare dei gioghi, che ne fanno un esempio dello stile rinascimentale tedesco. Nel XIX secolo si diffuse l'opinione che nel cortile porticato si svolgessero dei tornei ma non ci sono fonti per dimostrarlo. Secondo logica non avrebbero potuto svolgersi poiché il campo era probabilmente troppo piccolo per questo utilizzo, e il periodo di massimo splendore dei tornei (XII secolo) era già trascorso all'epoca della costruzione dell'edificio, e probabilmente vi si svolgevano solo alcuni tornei spettacolo per la popolazione.
L'Antica Zecca venne dotata della sua classica facciata ovest nel 1808/1809 su progetto di Johann Andreas Gärtner. Le tre statue femminili in gesso nel frontone sono attribuite a Franz Jakob Schwanthaler e personificano l'oro, l'argento e il minerale come allusione allo scopo della costruzione. Nel corso della creazione di Maximilianstrasse, fu ampliata a nord, negli anni 1857-1863, dal cosiddetto "edificio della direzione" su progetto di Friedrich Bürklein. Le arcate a sesto acuto sulla sua facciata nord erano originariamente aperte.
Il Münzgarten si trovava tra le arcate a sesto acuto e l'edificio.
I progetti di costruzione di un importante investitore resero necessaria la ricerca archeologica nel giardino della zecca, che nel frattempo era stato convertito in un deposito di veicoli per l'Ufficio dei Monumenti di Stato. Tali indagini hanno interessato anche i locali interrati degli edifici adiacenti. Nel corso di diverse campagne di scavo, che hanno avuto luogo dal 2010 al 2015, sono stati scoperti i resti ben conservati delle mura della città del XIII secolo sotto la direzione scientifica dell'archeologo Arne Schmid-Hecklau.

## Rapina e alchimia nella zecca
Nella notte dal 20 al 21 settembre 1906 il lavoratore della zecca Wilhelm Ruff e il soldato Wilhelm König rubarono monete appena coniate per un valore di 130.030 marchi dall'Antica Zecca. Attraverso il letto di un ruscello cittadino sotterraneo, temporaneamente prosciugato, entrarono inosservati nell'edificio strettamente sorvegliato.
Il 3 ottobre 1929, l'alchimista Franz Tausend, nella cui "Società 164" fondata insieme a Erich Ludendorff per la crescita organica dell'oro, cittadini dell'alta borghesia conservatori e membri del NSDAP che avevano investito milioni, dimostrò il suo processo di produzione dell'oro all'Antica Zecca. Presentò agli esperti sorpresi un pezzo di 0,1 grammi d'oro, che affermò di aver estratto da 1,67 grammi di piombo, cosa che non lo protesse dall'essere condannato come truffatore.